# 石田好伸
石田 好伸（いしだ よしのぶ、1959年〈昭和34年〉1月1日 - ）はフリーアナウンサー。元RSK山陽放送（RSK）のアナウンサー。

## 人物・略歴
- 広島県因島市（当時、現在の尾道市）出身[2]。血液型はA型、星座はやぎ座。因島市立三庄小学校、中学校、広島県立因島高校。
- 岡山大学法文学部卒業[2]。大学生時代はRSKでアシスタントディレクターのアルバイトをしていたことがあり、『パンチDEデート』（関西テレビ）、『ラブアタック!』（朝日放送）に出場したこともあった[2]。
- 長年にわたり、テレビのニュースキャスターや、ラジオのワイド番組のパーソナリティーを務めた。ドキュメンタリーのナレーションやシンポジウム司会も多い。2005年の岡山国体、2010年の国民文化祭・おかやま2010では閉会式の司会を担当した。また、2015年に始まったおかやまマラソンではスターティングセレモニーから表彰式までのMCを担っている。
- ドキュメンタリーは、ナレーターを務めたRSK地域スペシャル・メッセージの「島の命を見つめて」が2016年から2017年にかけ、地方の時代映像祭 グランプリ、文化庁芸術祭賞、民間放送連盟賞、JNN·JRNアノンシスト賞他を獲得するなど多くの受賞作品でナレーションを担当している。2017年度第43回アノンシスト賞では、朝耳らじおパーソナリティーとしてラジオフリートーク部門最優秀賞を受賞。前年度まで2年度連続でテレビ読み・ナレーション部門優秀賞を獲得するなどアノンシスト賞8回の受賞歴がある。
- RSKで元アナウンサーの四国支社長就任は小野馥、永野孜に次いで3人目。同じく執行役員就任[3]は島田博に次いで2人目。
- 2021年1月にアナウンス部の上部に新設されたアナウンス室（局相当）の室長に就任。RSKでアナウンス部署のトップへの再任は小野馥に次いで2人目。

## フリーアナウンサー後の担当番組

### テレビ
- 石田好伸の就活おたすけマン 情熱リーダーズ

- 望まれない性を生きて 2024年5月29日

- ハンセン病シンポジウム 強制隔離の島 長島を世界遺産に 2024年7月14日

- めざせ！四国×東九州新幹線 2025年3月16日

## 退職時の担当番組

### テレビ
- RSK地域スペシャル　メッセージ
- 石田好伸です　社長!元気いただきます!!
- 天神nine9分寄席（ナレーション）

### ラジオ
・天神ワイド朝 水曜日

## 過去の担当番組

### ラジオ
- 土曜はゴロゴロ
- 土曜ジャンボ!
- ベストヒットRSK
- サンデーベスト(代打)
- コロムビアヒットアルバム
- RSK歌謡ベスト20[2]
- 青春キャンパス （キャンパスリーダー）[2]
- わくわくワイド
- おはようネットワーク
- 石田好伸の通勤ラジオ絶好調!(2006年4月3日-2008年3月31日)
- 中四国ライブネット
  - 「岡山発　中四国お好み焼き合戦　岡山VS広島」（2006年11月11日）
  - 「岡山発　春間近、岡山に来られえ」（2008年3月15日）
- おかやま 朝まるステーション1494（月-水曜 2008年4月1日-2013年9月）
- おかやま 朝まるステーション昼またぎ（月-水曜）
- せとうち企業セレクション2017（2015年4月5日-2019年3月）
- 朝耳らじお（月-水曜→火・水曜 2017年4月3日-2019年3月27日）

### テレビ
- 山陽TVニュース
- RSK特集
- VOICE21※緊急報道スペシャルの場合に限って出演
  - 南海地震特番「迫る巨大地震～M8.4の恐怖～」（2002.12.19 旧内山下小グラウンドに野外セットを組み生放送他）
- わくわくせとらんど
- ザ・ベストテン（RSK追っかけマン）
- イブニングDonDon（金曜ニュースコーナー担当）
- 山陽TVイブニングニュース(1989年3月-2006年3月)
- RSK地域スペシャル メッセージ(2012年4月-2019年3月)
- ごじまる（水曜 2019年7月3日-2019年9月）
- 情報マルシェ 3時のおやつ（水曜 2019年10月-2020年3月）
- RSKイブニングニュース（2021年1月4日-2023年3月31日）[4]